# Roodeschool
Roodeschool (en groningois : Roodschoul) est un village de la commune néerlandaise de Het Hogeland, situé dans la province de Groningue.

## Géographie
Le village est situé dans le nord-est de la commune, au sud d'Eemshaven.

## Histoire
Oosteinde fait partie de la commune d'Eemsmond avant le 1er janvier 2019, quand celle-ci est supprimée et fusionnée avec Bedum, De Marne et Winsum pour former la nouvelle commune de Het Hogeland.

## Démographie
Le 1er janvier 2019, le village comptait 1 155 habitants.